# Фридрих Лудвиг фон Кастел-Рюденхаузен
Фридрих Лудвиг Карл Христиан фон Кастел-Рюденхаузен (на немски: Friedrich Ludwig Karl Christian von Castell-Rüdenhausen) от род Кастел е граф на Кастел-Рюденхаузен (1749 – 1803). Той е последният управляващ граф на старата линия Кастел-Рюденхаузен. Той също е мецен на изкуството.

## Биография
Роден е на 17 февруари 1746 година в Рюденхаузен. Той е единственият син на граф Йохан Фридрих фон Кастел-Рюденхаузен (1675 – 1749) и четвъртата му съпруга графиня Елеонора Христиана фон Хоенлое-Нойенщайн-Йоринген-Глайхен (* 1 март 1720; † 17 февруари 1746), дъщеря на княз Йохан Фридрих II фон Хоенлое-Нойенщайн-Йоринген (1683 – 1765) и Доротея София фон Хесен-Дармщат (1689 – 1723). Майка му умира при раждането му.
По-големите му полусестри са Доротея Шарлота (1696 – 1729), омъжена на 30 януари 1720 г. за граф Фридрих Вилхелм фон Рехтерен (1701 – 1729), и Фридерика Елеонора (1701 – 1760), наследничка на Брайтенбург, омъжена на 2 декември 1721 г. за граф Карл Фридрих Готлиб фон Кастел-Ремлинген (1679 – 1743).
Баща му се жени пети път на 23 февруари 1747 г. в Рюденхаузен за графиня Магдалена Доротея фон Хоенлое-Лангенбург-Ингелфинген (9 септември 1706 – 18 април 1762), дъщеря на граф Христиан Крафт фон Хоенлое-Ингелфинген.
Фридрих Лудвиг Карл Христиан расте при дядо си Йохан Фридрих II фон Хоенлое-Нойенщайн-Йоринген в Йоринген и при чичо си Лудвиг Фридрих Карл. Там от 1759 г. той получава частен учител. След това е изпратен да следва в университетите в Лайпциг и Утрехт. През 1767 г. император Франц I Стефан го обявлява за пълнолетен и той поема управлението на графството Кастел-Рюденхаузен. През 1768 г. става хауптман в имперсторската войска, напуска през 1770 г. като майор.
През последните си години графът страда все повече от депресии и умира на 7 февруари 1803 година на 56 години в Рюденхаузен и е погребан там в църквата Петър и Павел.

## Фамилия
Първи брак: на 8 юли 1767 г. в Грайц за принцеса Фридерика Мария Йохана Ройс-Грайц (* 9 юли 1748, Грайц; † 14 юни 1816, Прага), дъщеря на княз Хайнрих VI Ройс-Грайц (1722 – 1800) и графиня Конрадина Елеонора Ройс цу Кьостриц (1719 – 1770). Те нямат деца.
Развеждат се на 8 ноември 1769 г. Тя се омъжва отново на 7 май 1770 г. в Кирхберг за принц Фридрих фон Хоенлое-Кирхберг (1732 – 1796), генерал на Бохемия, син на княз Карл Август фон Хоенлое-Кирхберг (1707 – 1767).
Втори брак: през 1770 г. с Каролина Фридерика фон Фос (* 1755; † 1827). Двамата се разделят през 1777 г. Те имат един син, който умира малко след раждането:
- Йохан Фридрих (* 3 октомври 1776, Рюденхаузен; † 3 ноември 1776, Рюенхаузен)